# The Fastest Gun Alive
The Fastest Gun Alive (br: Gatilho Relâmpago / pt: A Vida ou a Morte) é um filme estadunidense de 1956 do gênero Western, dirigido por Russell Rouse. Roteiro de Frank D. Gilroy.

## Elenco principal
- Glenn Ford...George Kelby Jr./George Temple
- Jeanne Crain...Dora
- Broderick Crawford...Vinnie Harold
- Russ Tamblyn...Eric Doolittle
- Allyn Joslyn...Harvey Maxwell
- Leif Erickson...Lou Glover
- Kermit Maynard... (não-creditado)
- Monte Montague ... (não-creditado)

## Sinopse
Um bando liderado pelo pistoleiro Vinnie, que tem o costume de desafiar outros com fama de "rápido no gatilho", chega à cidade onde vive o pacato George e sua esposa. Alguns momentos antes George se revelara publicamente, a contragosto da esposa, como tremendamente hábil com revólveres. Acertara uma moeda no ar, além de outras façanhas.
Um garoto guarda a moeda que é descoberta pelo bandoleiro duelista. Ele que saber quem foi o autor do disparo, e ameaça incendiar a cidade toda se não se apresentar ninguém para o duelo. George reluta, pois, apesar de muito rápido, nunca matou ninguém.